# Wayana (volk)

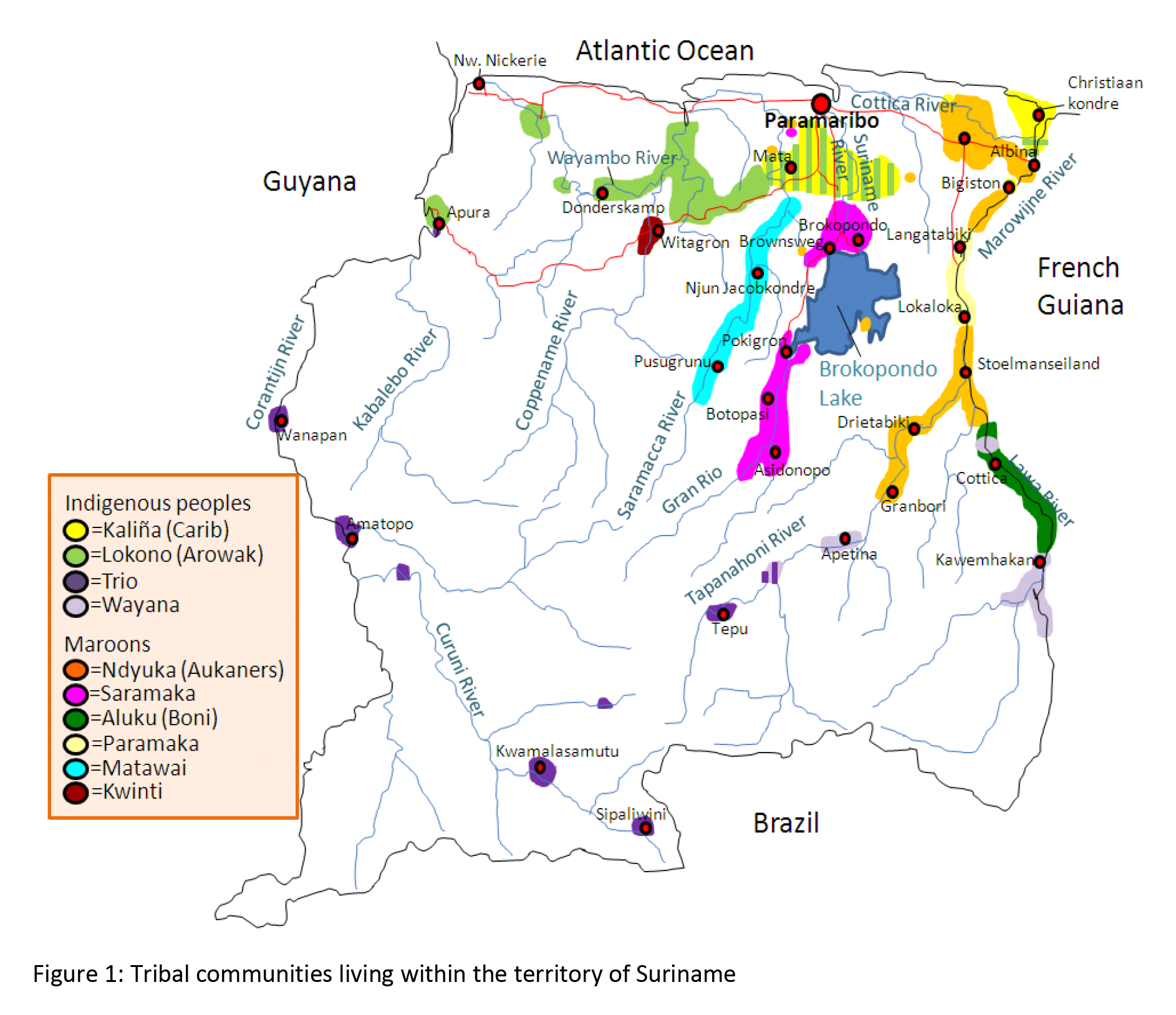
Spreiding van de inheemsen en marrons: Wayana's in het lichtpaars

De Wayana is een inheems volk in Zuid-Amerika dat het Wayana spreekt.

## Situering
De ongeveer 1450 Wayana wonen in het zuidoosten van Suriname, in het grensgebied van Suriname, Frans-Guyana (zie Maripasoula) en Brazilië (de staten Pará en Amapá), aan de rivieren Lawa, Litani, Boven-Tapanahony, Paloemeu en Oelemari. Zij hebben een gemeenschappelijke geschiedenis en taal en zij houden onderling geregeld contact, waarbij de landsgrenzen voor hen van weinig betekenis zijn. Vanaf de 18de eeuw woonden ze aan twee zijrivieren van de Amazone, de Yari en de Paru. Op de vlucht voor alles verwoestende draagmieren, strijd met de Wayampi en niets ontziende Europese kolonisten, trokken zij steeds verder noordwaarts. Zo raakte het stroomgebied van de Yari ontvolkt.

## Leefomgeving

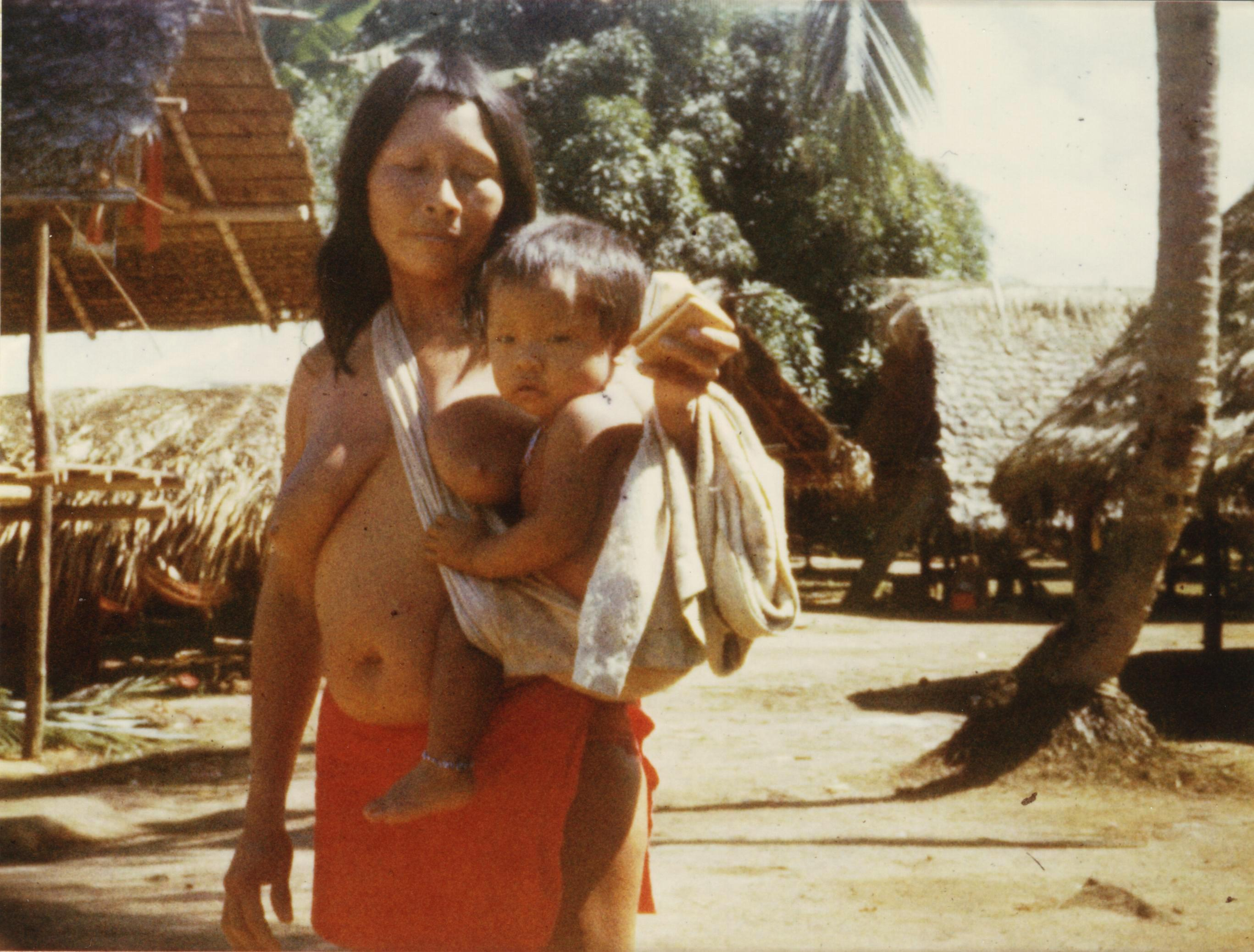
Vrouw met kind in het dorp Antecume Pata in Frans-Guyana in 1979

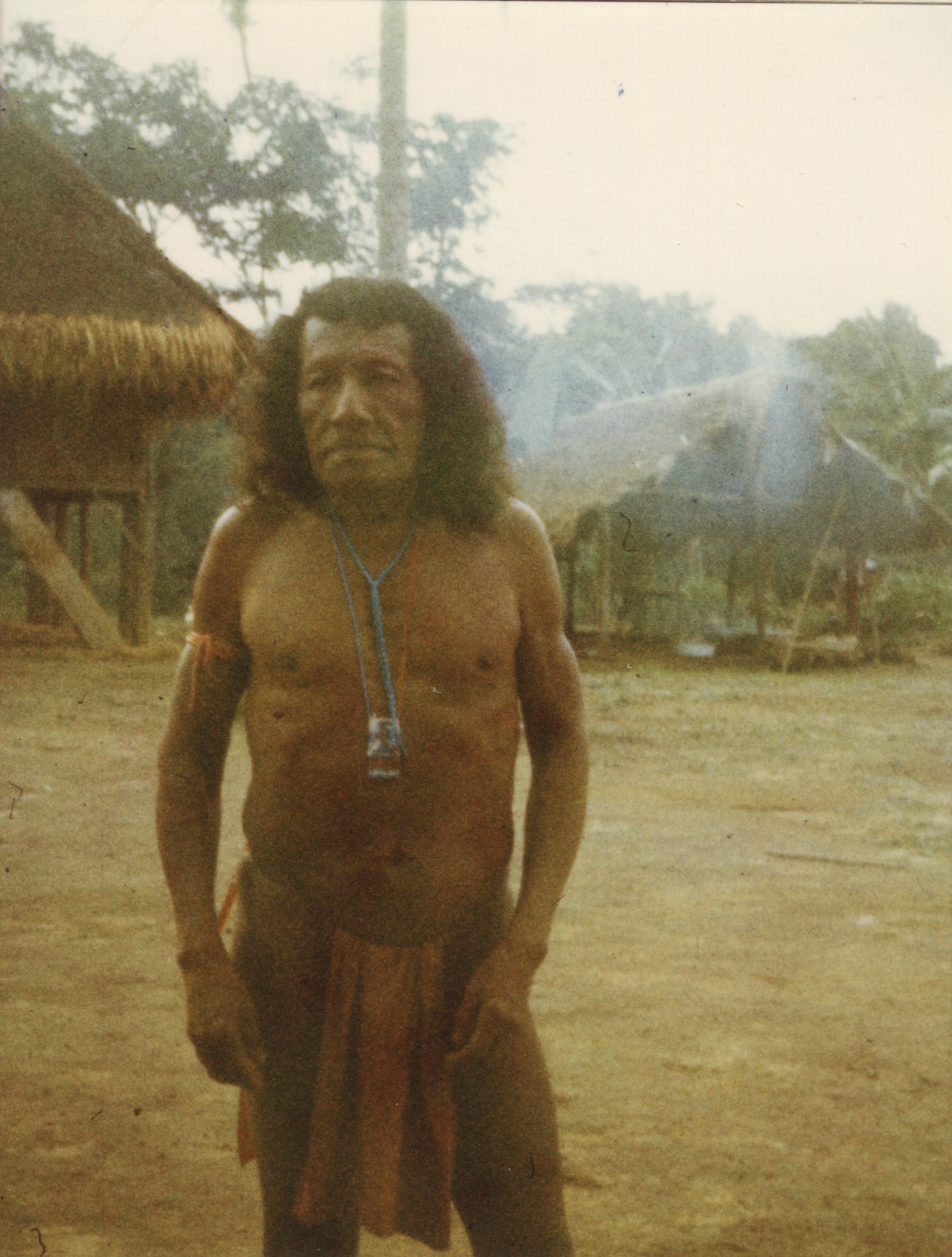
Man in Antecume Pata in 1979

De Wayana wonen in dorpen die soms, door huwelijk of door ingrijpen van de Amerikaanse zendelingen, ook inheemsen herbergen van andere volken als Emerillion, Trio, Akuriyo, Wayapi en vooral Aparai. Door de oprichting van poliklinieken en scholen is de oorspronkelijke nomadische levenswijze grotendeels prijsgegeven. De Wayana leefden lang van wat de kostgronden en de jacht hun opleverde.
Door de goudwinning in het gebied en het kwik dat daarbij gebruikt wordt, kan de riviervis anno 2020 niet meer veilig gegeten worden. Daarom en zijn de Wayana's in het dorp Kawemhakan uit nood een fishfarm begonnen. Doordat de goudwinning de rivieren heeft vergiftigd met kwik, zijn de Wayana's overgestapt naar de kweek van vissen in een fishfarm. Door de verstoring van de woongebieden werd ook de landbouw aangepast.
Aan het begin van de 21e eeuw is het onderlinge contact tussen Wayana's in Suriname, Frans-Guyana en Brazilië moeilijk zonder een vliegtuig te gebruiken. Hierdoor zijn dorpshoofden geregeld niet aanwezig tijdens krutu's. In het verleden was er een pad naar Muloko in Brazilië, via de Luwekreek, een zijtak van Litanirivier, waardoor meer dorpen met elkaar in verbinding stonden. In 2020 werkte de stichting Mulokot uit Kawemhakan aan plannen om dit pad te ontbossen en weer begaanbaar te maken. Tijdens de coronacrisis in Suriname, begin jaren 2020, kwam ook onderling overleg op gang via zoom.
Doordat er sinds de Binnenlandse Oorlog geen school in Kawemhakan aanwezig was, waren de kinderen sindsdien aangewezen op onderwijs aan de Franse zijde in het Wayanagebied. In 2019 pleitte Pelenapin er daarom bij de Surinaamse regering voor om het gebied opnieuw te voorzien van Nederlandstalig onderwijs. Door de afwezigheid van een school aan Surinaamse zijde groeide een generatie kinderen op die de Nederlandse taal niet meer leerden. Ze spreken Wayana en Frans. Sinds circa 2020/2021 wordt er op initiatief van Mulocat en voor eigen kosten weer Nederlandse les gegeven. Ook de Nederlandse interkerkelijke stichting Philippus heeft sinds 2019 een onderwijzer bij de Wayana gestationeerd.

## Kosmologie
In de traditionele kosmologie van de Wayana is er sprake van een nauw verband tussen natuur en bovennatuur. Het cultuurgoed van de Wayana is bij uitstek oraal van karakter. Zendelingen van de West Indies Mission die in de jaren 60 van de 20e eeuw hun aandacht richtten op de bovenlandse inheemsen in Suriname, beoogden met het propageren van het schrijven in het Wayana slechts de mogelijkheid om de Bijbel te lezen. Uiteindelijk hebben deze zendingsactiviteiten, alsook de verregaande bemoeienissen van de centrale overheid en de introductie van de geldeconomie meegewerkt aan afbraak van het traditionele cultuurgoed.

## Dorpen
Wayanadorpen hebben zich verenigd bij de Vereniging Inheemse Dorpshoofden Suriname (VIDS) en Mulokot.

## Cultuurverandering
De vele veranderingen hebben een sterke invloed op de traditionele cultuur: als jongeren geen jager meer willen worden, hebben ze ook weinig zin de initiatieriten voor jager te ondergaan. Terwijl de pïyai sjamanen vroeger geconsulteerd werden bij jagen en vissen, is hun voornaamste taak tegenwoordig beperkt tot het genezen van zieken. De pïyai werden vroeger alïlïman genoemd. Het waren zowel mannen als vrouwen, die zich bedienden van een malak (rammelaar) om hun negatieve krachten (`zwarte magie') aan te wenden. Die vreeswekkende gedaante is al geruime tijd ingeruild voor de wat vriendelijker verschijning van genezer van ziekten, al hebben de Wayana nog altijd respect voor de sjamanen (tegenwoordig alleen nog mannen). De malak is ingeruild voor de tabak en de praktijken worden uitgevoerd in een mïmne (hut). Het blazen van rook brengt een verandering teweeg vergelijkbaar met een droom. Er verschijnt een pad waarover geesten en pïyai kunnen reizen; de geesten worden door liederen opgeroepen.

## Belangenbehartiging

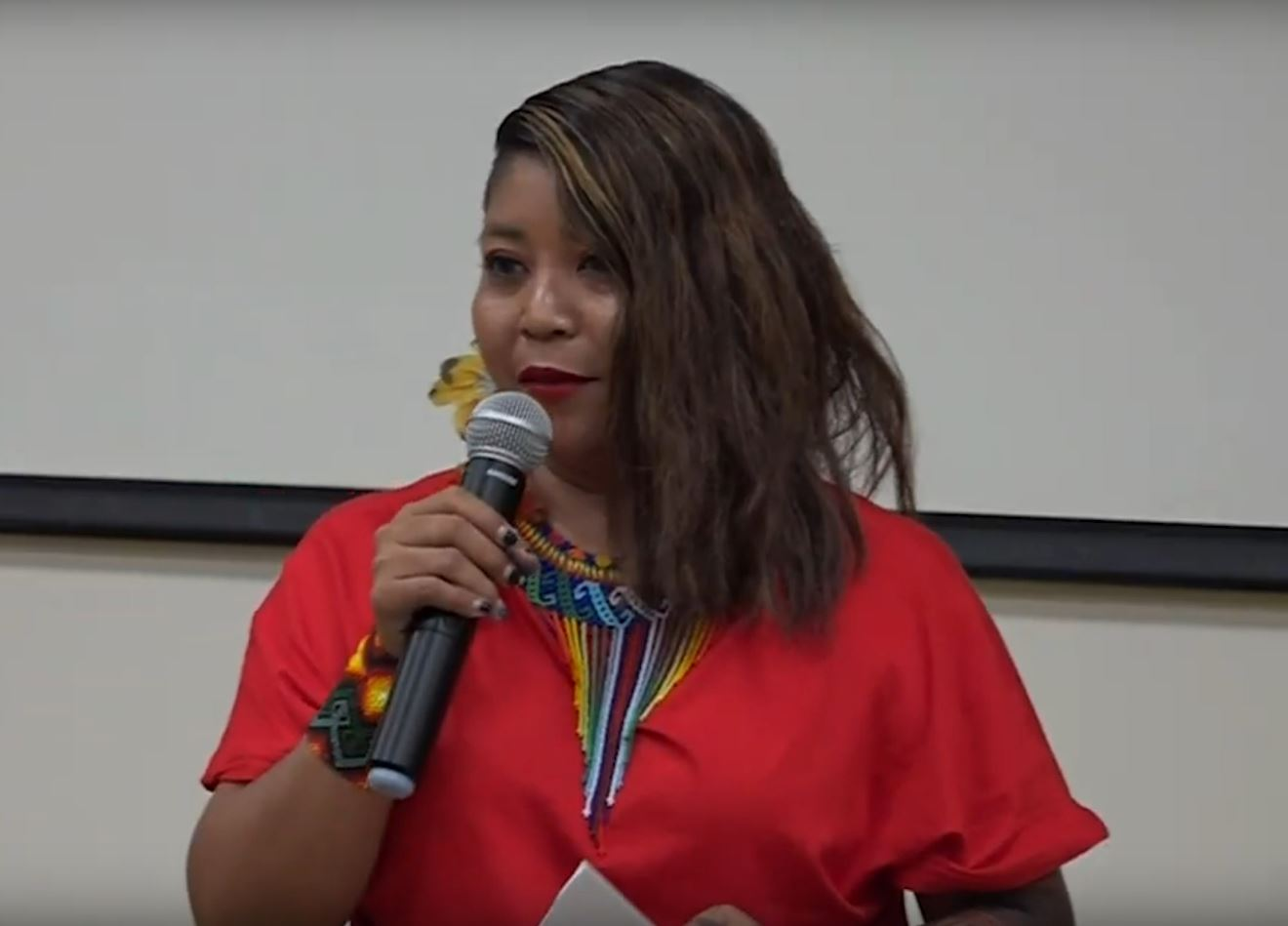
Jupta Itoewaki, 2020

Onder leiding van Ipomadi Pelenapin (hoofdkapitein van de Wayana') en Jupta Itoewaki (voorzitter) werd op 13 april 2018 Mulokot opgericht, een belangenorganisatie voor Wayana's. Mulokot vertegenwoordigt bij overlappende zaken ook Wayana's uit aangrenzende landen. Daarnaast onderneemt het andere activiteiten zoals het doen van onderzoek en het verstrekken van informatie via internet. Sinds 2019 is Mulokot door de VN formeel erkent als inheemse organisatie. 